# Saint-Martin-de-Ré
Saint-Martin-de-Ré is een gemeente in het Franse departement Charente-Maritime (regio Nouvelle-Aquitaine). De plaats maakt deel uit van het arrondissement La Rochelle. Het is een van de tien gemeenten op het eiland Île de Ré. De gemeente telde 2.309 inwoners op 1 januari 2022.
De vesting en haven maken onderdeel uit van de Werelderfgoedlijst Vestingwerken van Vauban.

## Geografie
De oppervlakte van Saint-Martin-de-Ré bedroeg op 1 januari 2022 4,7 vierkante kilometer; de bevolkingsdichtheid was toen 491,3 inwoners per km².
De onderstaande kaart toont de ligging van Saint-Martin-de-Ré met de belangrijkste infrastructuur en aangrenzende gemeenten.

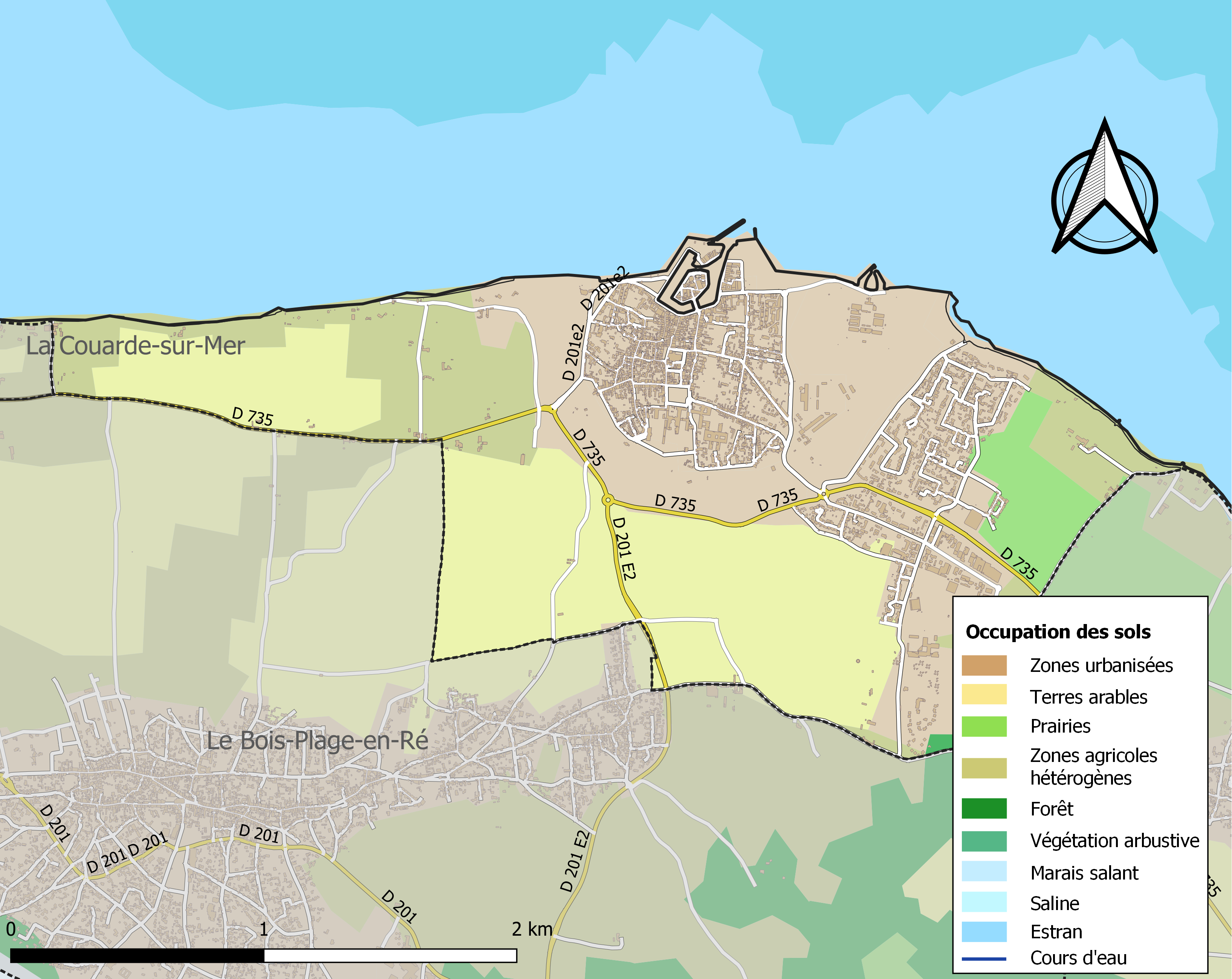

## Demografie
Onderstaande figuur toont het verloop van het inwonertal (bron: INSEE-tellingen).

## Bezienswaardigheden
Het eiland heeft altijd militair in de belangstelling gestaan. Het is regelmatig van eigenaar gewisseld maar kwam uiteindelijk in vaste handen van Frankrijk. Vauban kreeg in de 17e eeuw de opdracht de stad te versterken. Er kwamen rondom een stadsmuur met bastions, ravelijnen en een droge gracht. Iets buiten de stadsmuur kwam ook een citadel, een laatste toevluchtsoord als de stad was bezet. De citadel heeft een lange geschiedenis als gevangenis. Het wordt nog steeds voor dit doel gebruikt en is een belangrijke werkgever op het eiland.
In het noorden van de stad ligt de haven. Er is een buiten- en een binnenhaven. De binnenhaven ligt achter sluisdeuren en de waterhoogte varieert niet met het getijde.

## Afbeeldingen

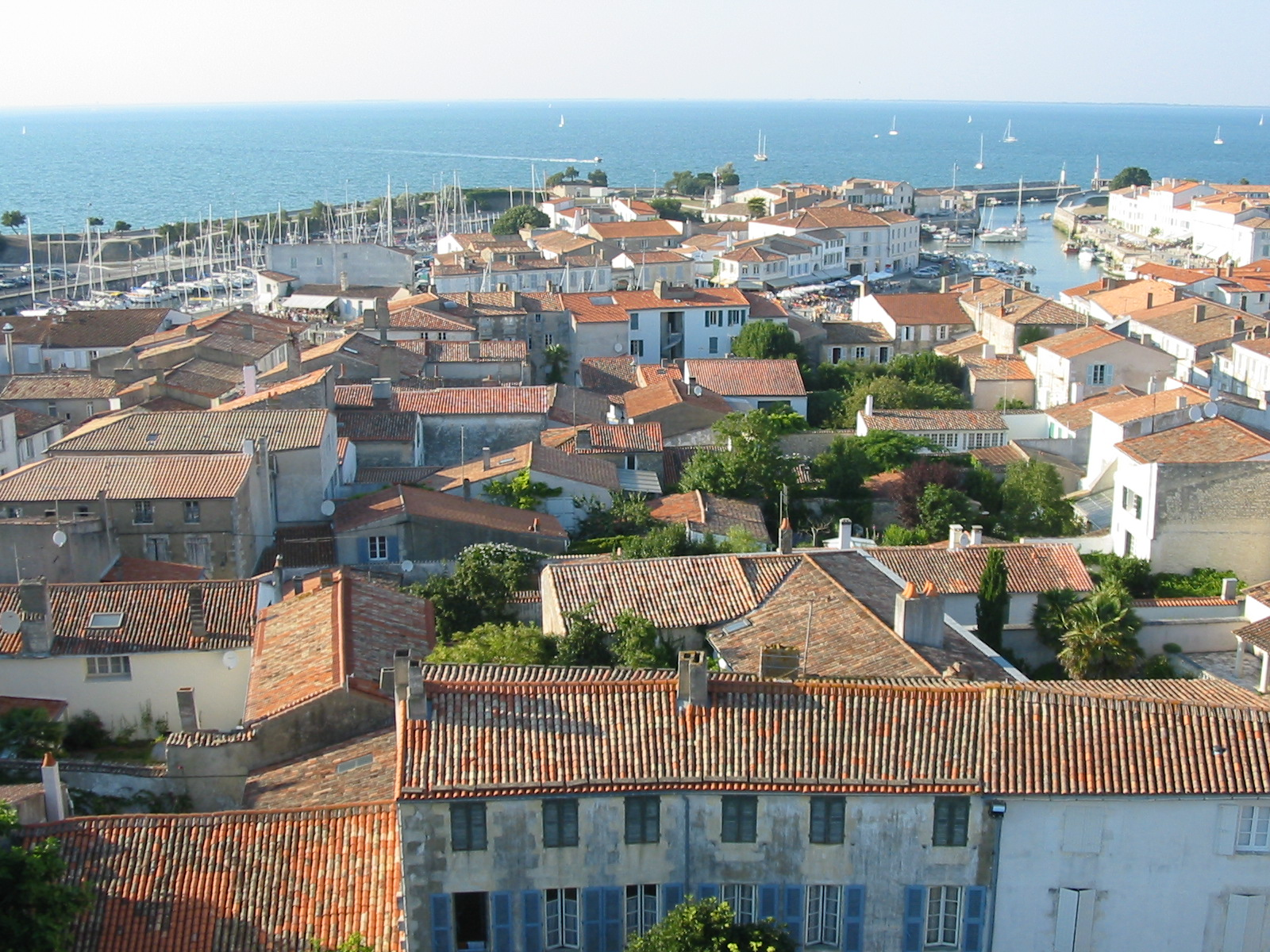
Centrum van Saint-Martin-de-Ré met de haven op de achtergrond
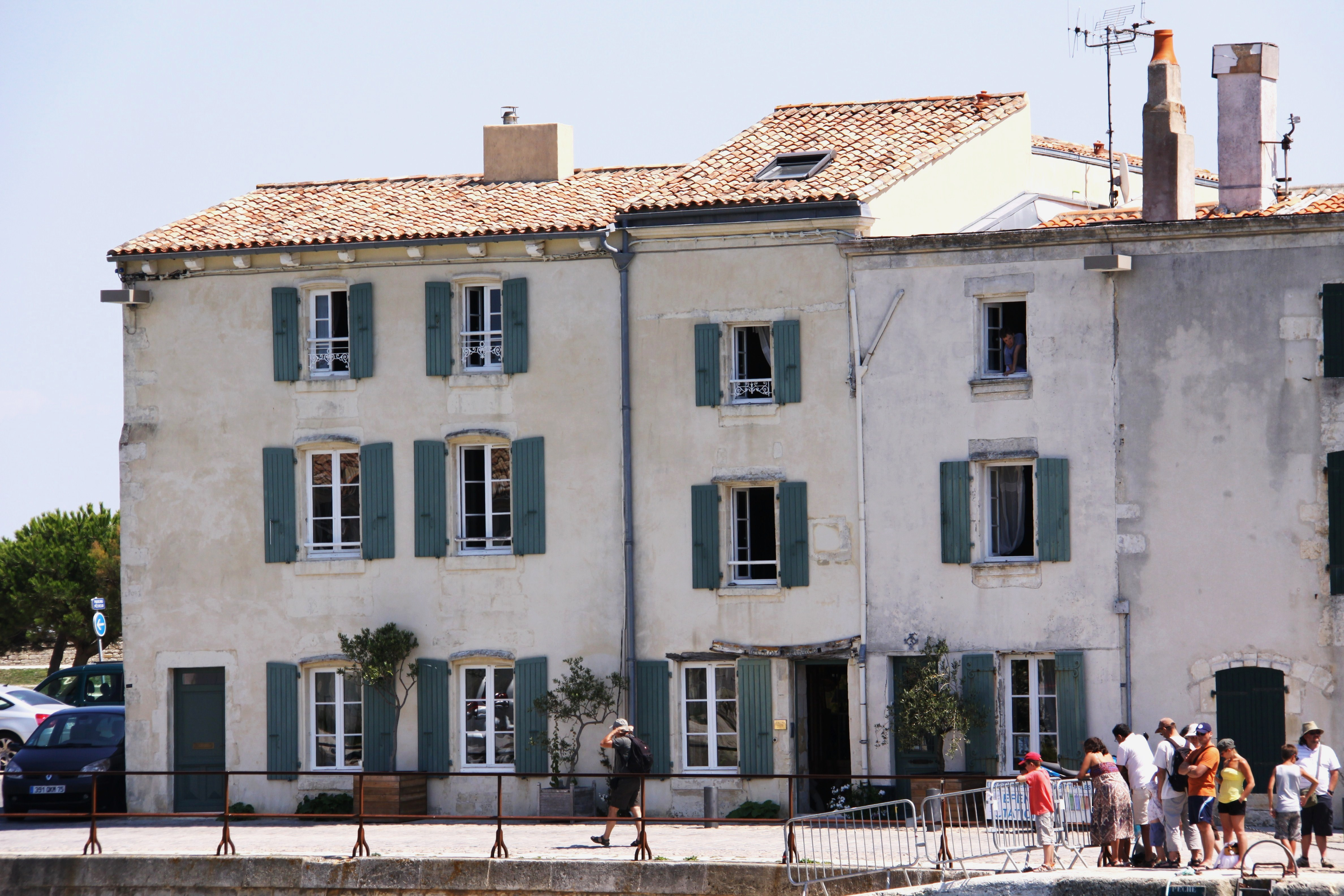
Traditioneel wit huis met groene luiken
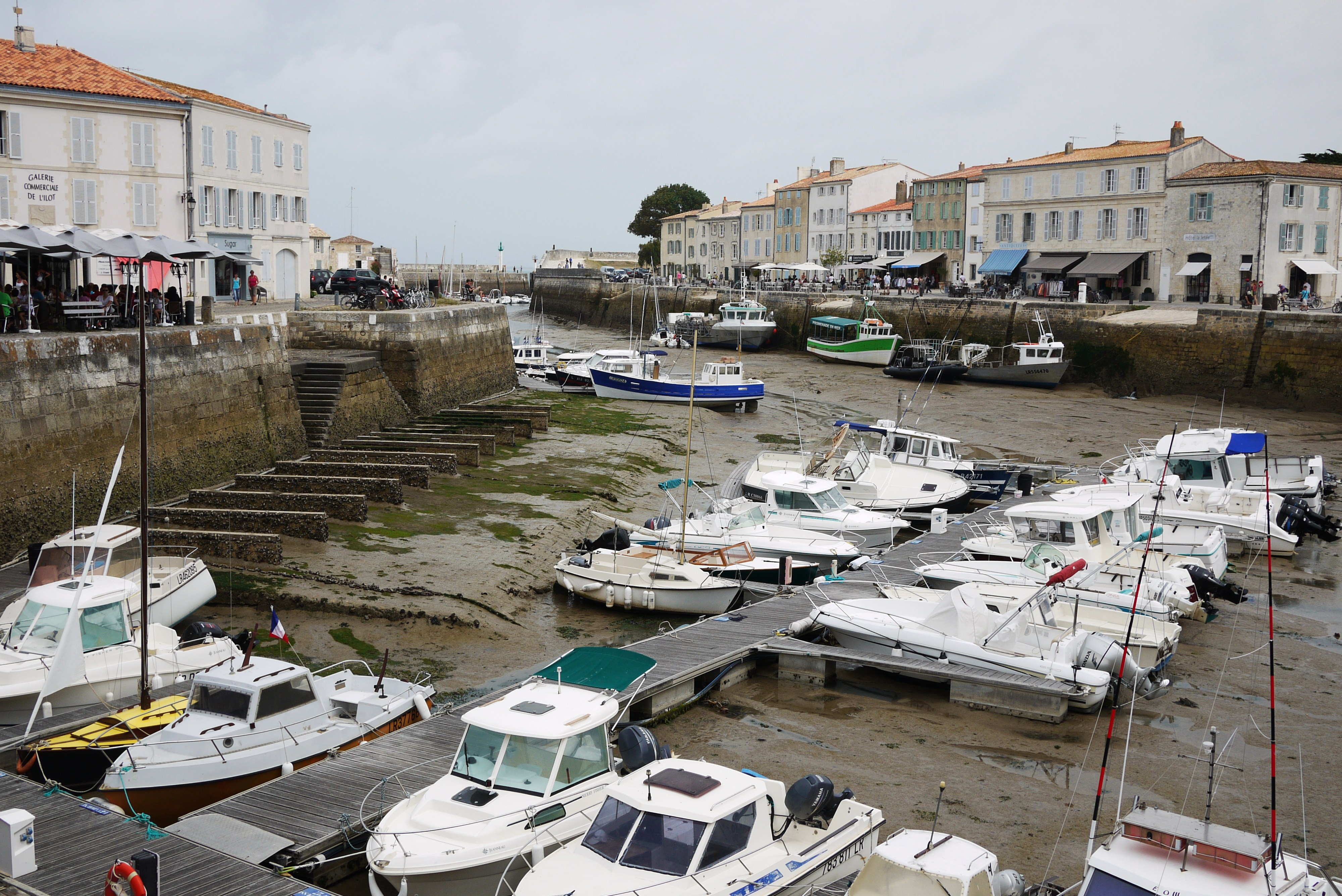
De haven bij eb
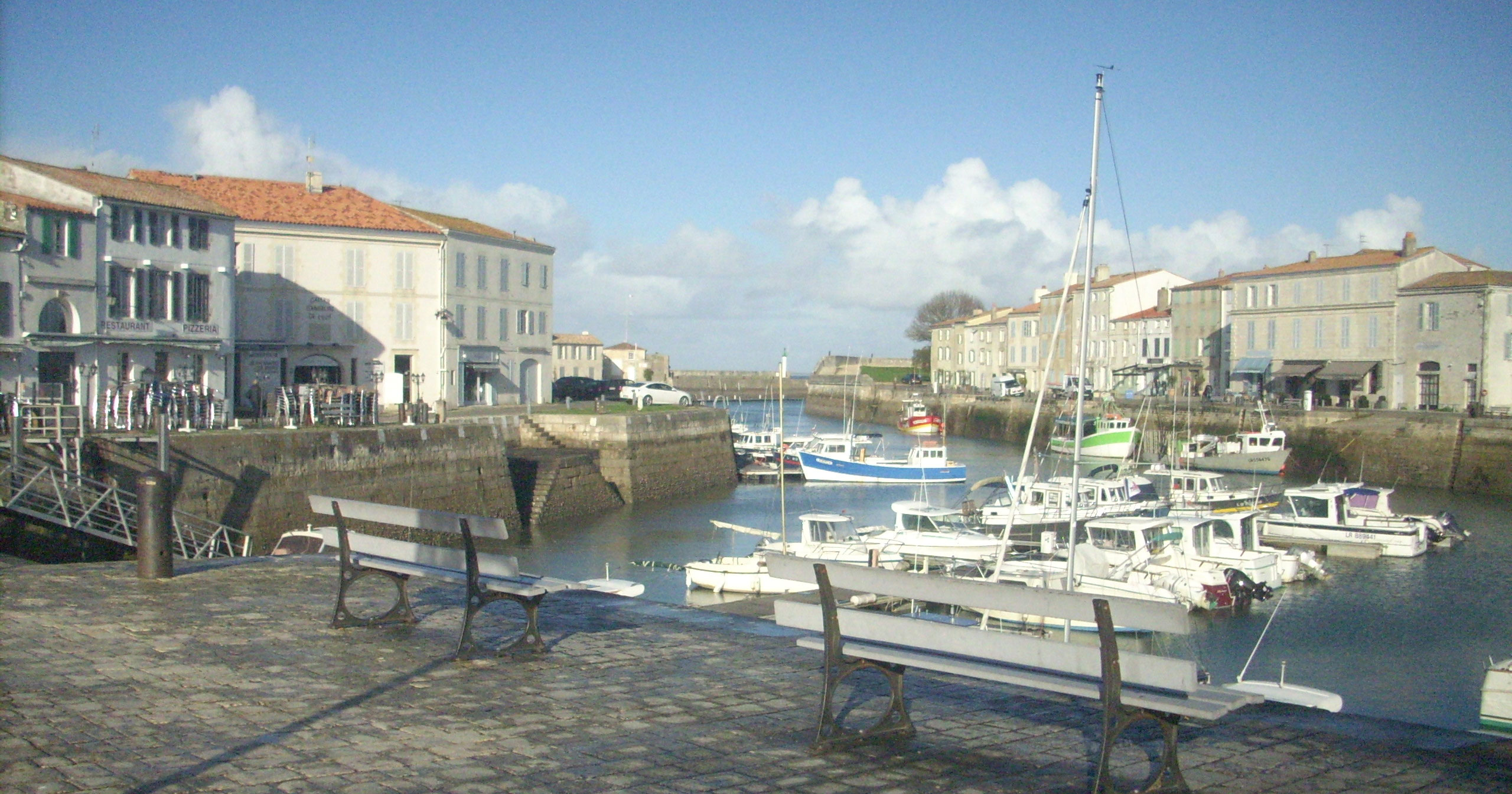
Idem bij hoger water